# Station Nuth
Station Nuth is een van de twee spoorwegstations in de gemeente Beekdaelen. Het eerste stationsgebouw stamt uit 1893 en was van het standaardtype ZSM, waarvan er meerdere in Zuid-Limburg zijn gebouwd. Er heeft een verbouwing plaatsgevonden waarbij onder andere een nieuw gebouw verscheen en een goederenloods. In 1991 werd het stationsgebouw vervangen door een nieuw, klein gebouwtje.
Op het station zijn kaartautomaten en wachtruimten aanwezig. Treinkaartjes kunnen gekocht worden bij het postagentschap in Nuth. Verder beschikt het station over fietskluizen, een fietsenstalling en parkeerplaatsen voor auto’s.

## Rangeerterrein
Bij station Nuth lag een rangeerterrein. Dit terrein was ook verbonden met de Mijnspoor Staatsmijn Maurits - Staatsmijn Hendrik en werd tussen 1910 en 1974 gebruikt voor steenkool. Daarna werd het gebruikt voor de jaarlijkse bietencampagne.
In het eerste weekend van november 2011 werd het emplacement Nuth opgebroken. Alleen de twee hoofdsporen bleven gehandhaafd, alle overige sporen en wissels werden opgebroken. Station Nuth is hiermee een halte aan de vrije baan geworden.

## Spoorbrug
In de jaren dertig van de twintigste eeuw werd de eerste gelaste spoorbrug van Nederland in Nuth gebouwd vlak bij het station. Daarvoor werden ijzeren spoorbruggen met klinknagels in elkaar gezet. In 1986 werd een flinke scheur ontdekt in deze brug. Vermoedelijk afkomstig van de belasting door het (vracht)verkeer. Renovatie bleek te duur en in 1990 werd de brug gesloopt en vervangen door een bredere nieuwe spoorbrug. Van overblijfselen van de oude brug maakte kunstenaar Jos Hermans in 1993 een kunstwerk "De Gevleugelde Voet". Dit kunstwerk staat vlak bij de nieuwe brug.

## Treinverbindingen
De volgende treinserie halteert in de dienstregeling 2025 te Nuth:
| Serie       | Treinsoort         | Route                    | Bijzonderheden |
| ----------- | ------------------ | ------------------------ | -------------- |
| 32500 RS 15 | Stoptrein (Arriva) | Sittard – Nuth – Heerlen |                |

## Afbeeldingen

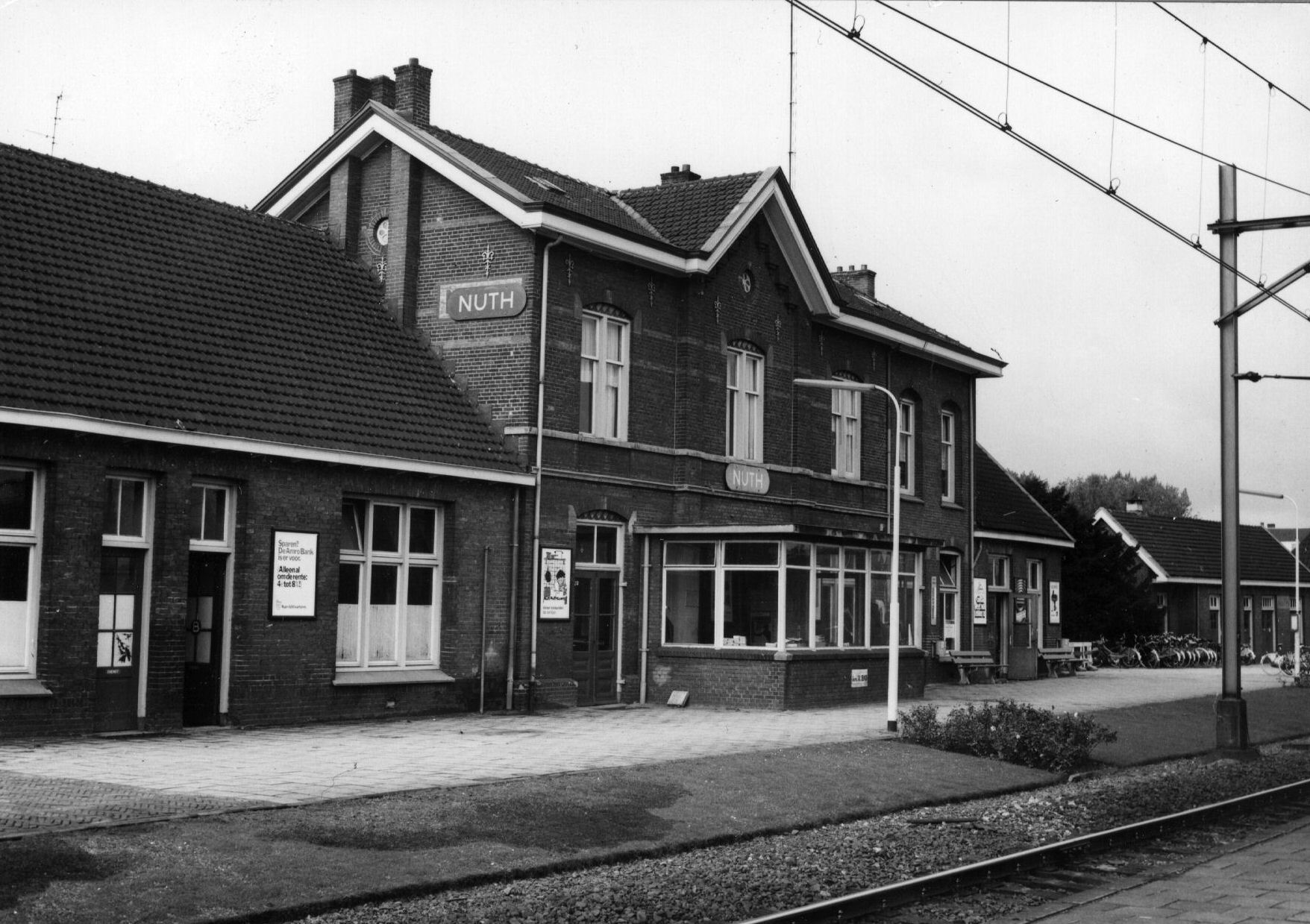
Het station in 1973
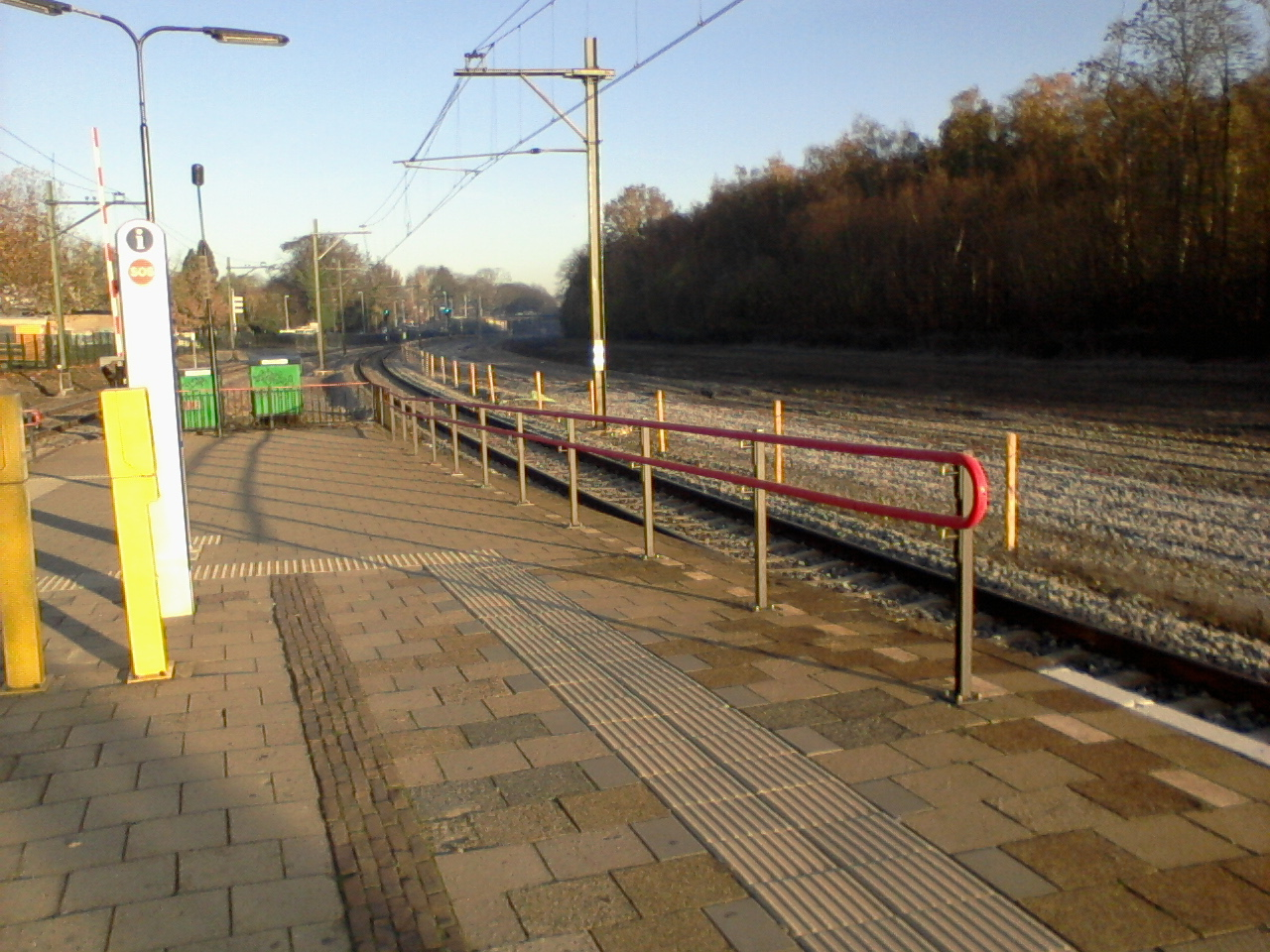
Station Nuth in 2011, blik noordwaarts gericht
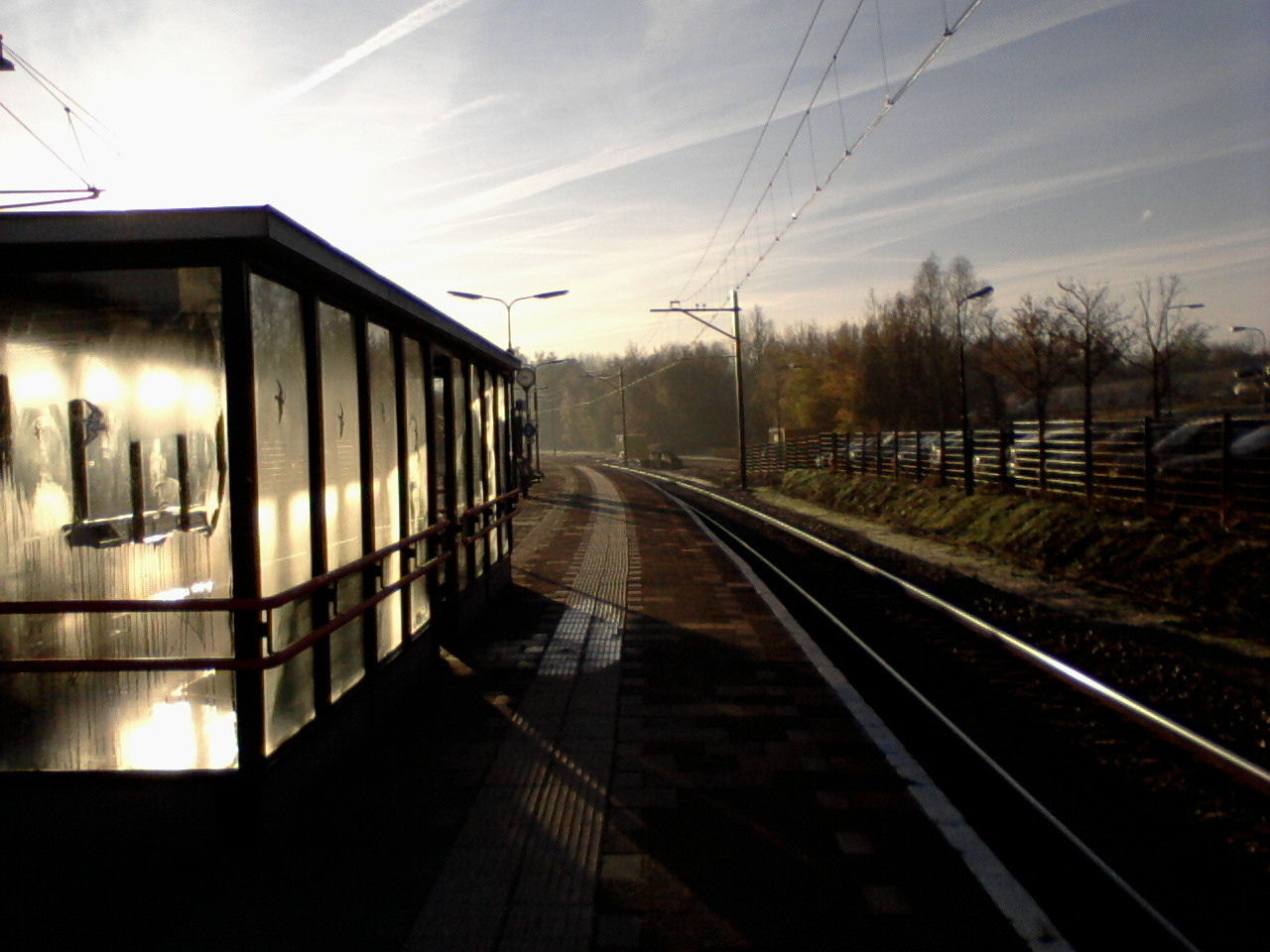
Station Nuth in 2011, blik zuidwaarts gericht
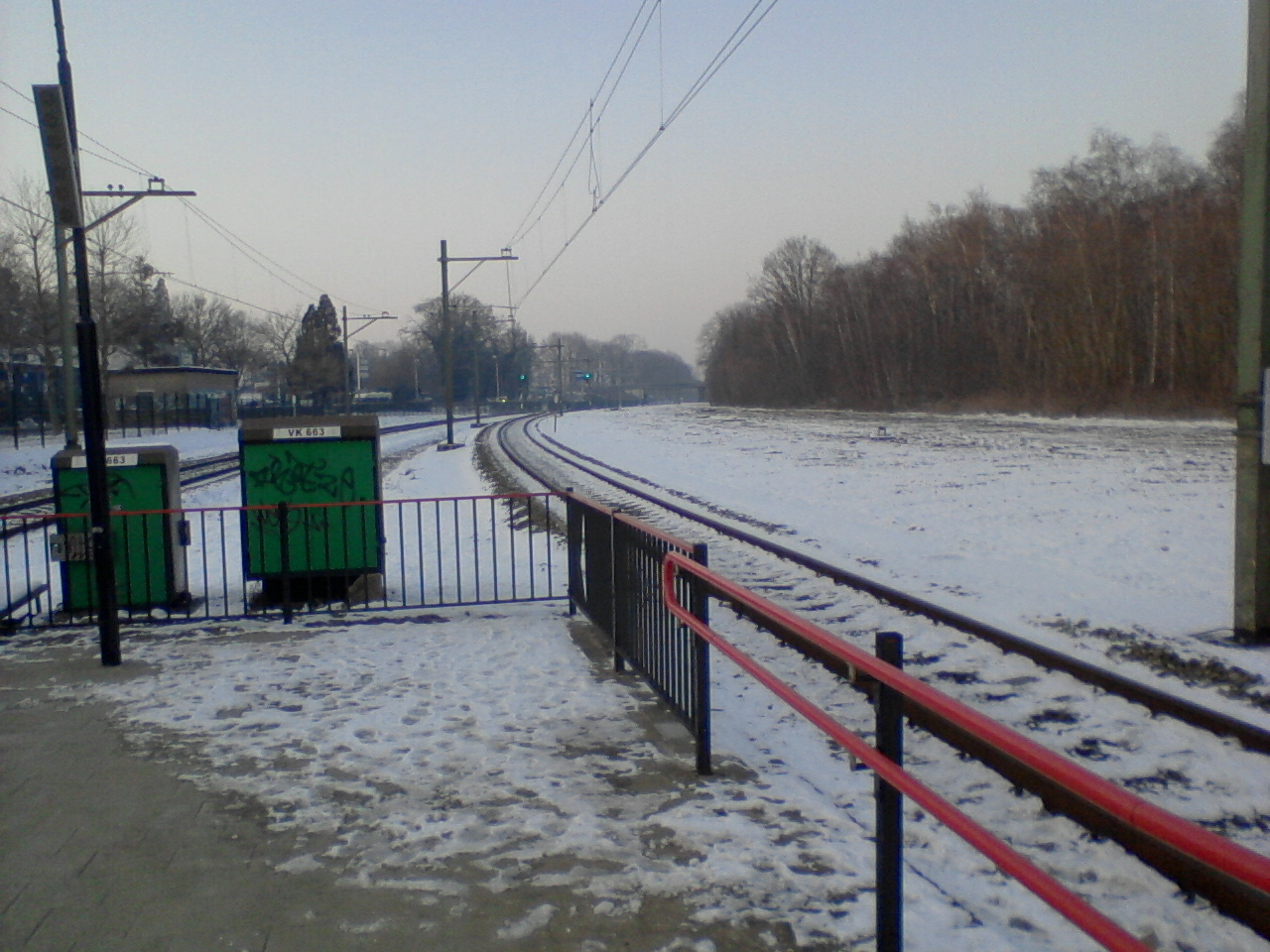
Station Nuth in 2012, blik noordwaarts gericht (in de winter)
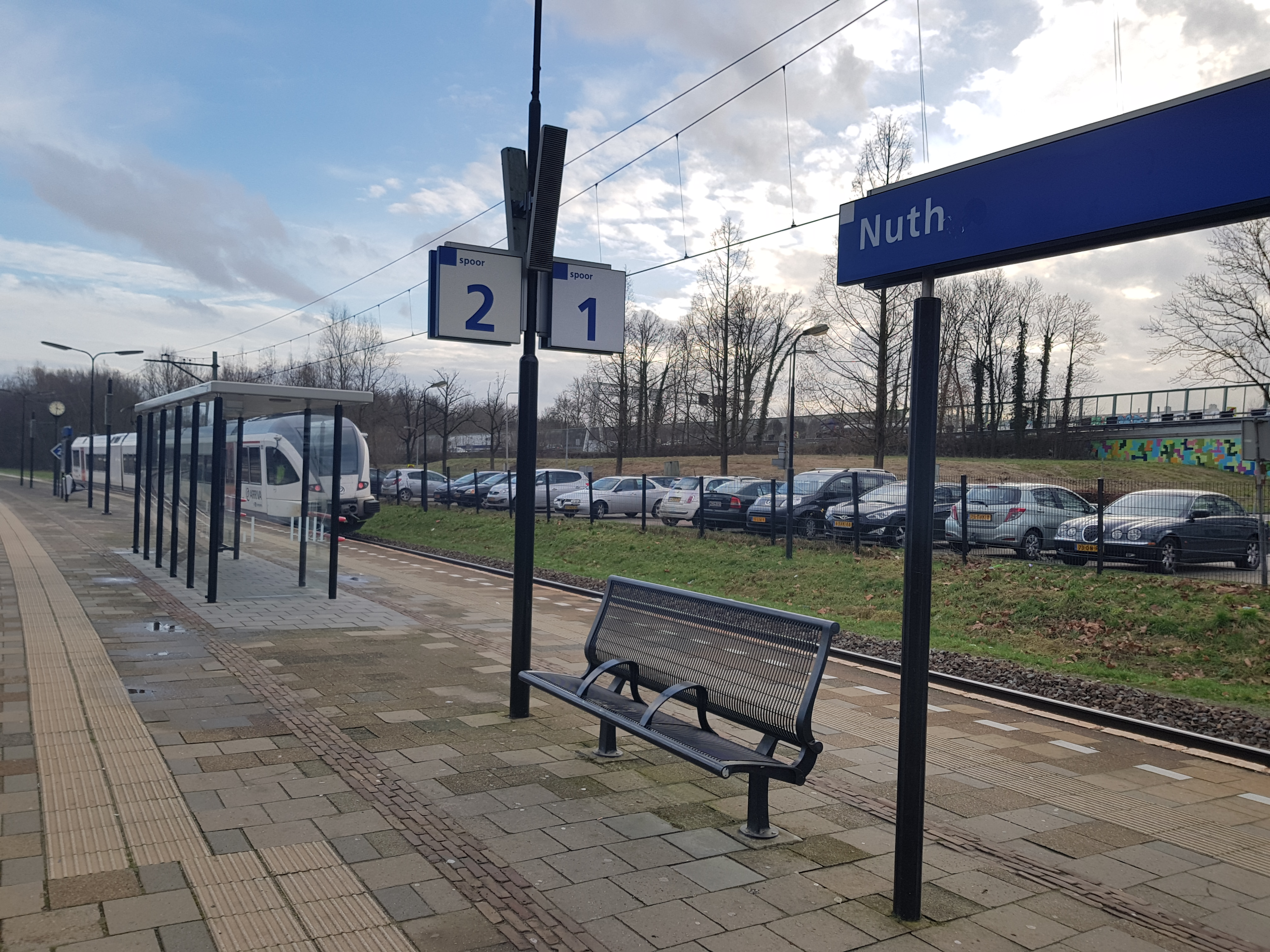
Station Nuth februari 2018
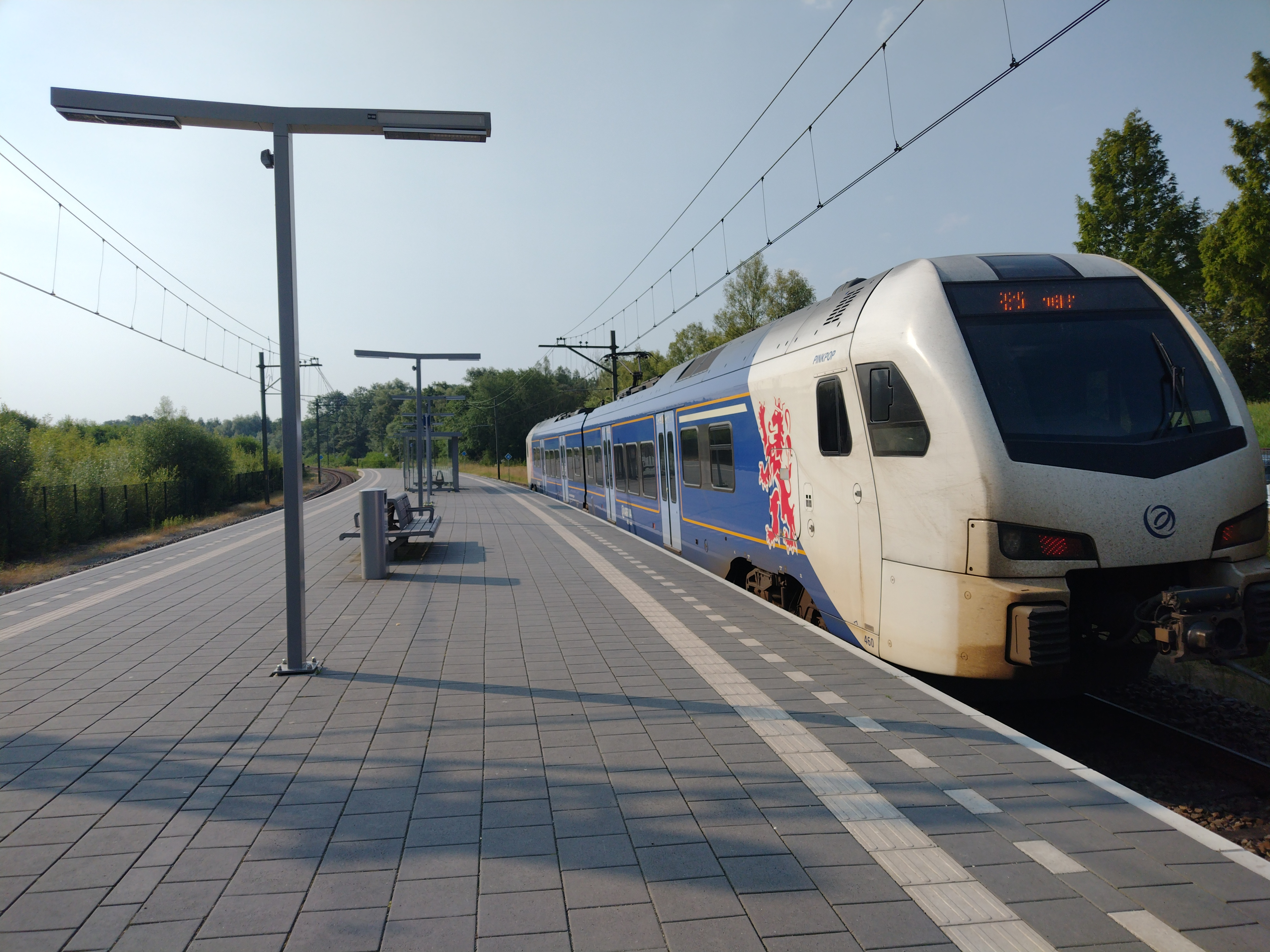
Arriva FLIRT op het station

0: Sittard · 2: Ophoven · 4: 
Geleen Oost · 7:
Spaubeek · 9:
Schinnen · 12:
Nuth · 15:
Hoensbroek · 19:
Heerlen · 20:
Heerlen de Kissel · 22:
Landgraaf · 25:
Eygelshoven Markt · 26:
Kerkrade Rolduc (Haanrade) · 27: Rolduc Lokaal · 29:
Herzogenrath
Beek-Elsloo ·
Blerick · 
Bunde · 
Chevremont · 
Echt ·
Eijsden ·
Eygelshoven ·
-Markt · 
Geleen:
-Lutterade · 
-Oost · 
Heerlen ·
-Woonboulevard ·
Hoensbroek · 
Horst-Sevenum · 
Houthem-Sint Gerlach · 
Kerkrade Centrum ·
Klimmen-Ransdaal · 
Landgraaf · 
Maastricht ·
-Noord · 
-Randwyck · 
Meerssen ·
Mook-Molenhoek ·
Nuth · 
Reuver · 
Roermond ·
Schin op Geul · 
Schinnen · 
Sittard · 
Spaubeek · 
Susteren · 
Swalmen · 
Tegelen · 
Valkenburg · 
Venlo · 
Venray ·
Voerendaal · 
Weert
Voormalige stations: zie de lijst van voormalige spoorwegstations in Limburg (Nederland)